# Verdelais
Verdelais (gaskognisch gleichlautend) ist eine französische Gemeinde mit 1.042 Einwohnern (Stand: 1. Januar 2022) im Département Gironde in der Region Nouvelle-Aquitaine (vor 2016 Aquitaine). Sie gehört zum Arrondissement Langon und zum Kanton L’Entre-deux-Mers. Die Einwohner werden Verdelaisiens genannt.

## Geographie
Die Gemeinde Verdelais liegt fünf Kilometer nördlich von Langon im Weinbaugebiet Entre deux mers. Im Südwesten begrenzt die Garonne die Gemeinde. Westlich und nördlich der Gemeinde liegt Sainte-Croix-du-Mont, nördlich und nordöstlich Semens, nordöstlich Saint-André-du-Bois, östlich und südlich Saint-Maixant sowie südlich und südwestlich Toulenne.

## Bevölkerungsentwicklung
| Jahr                       | 1962 | 1968 | 1975 | 1982 | 1990 | 1999 | 2008 | 2020 |
| Einwohner                  | 846  | 831  | 923  | 880  | 869  | 869  | 826  | 1031 |
| Quellen: Cassini und INSEE |      |      |      |      |      |      |      |      |

## Sehenswürdigkeiten
- Basilika Notre-Dame, als Kapelle im 12. Jahrhundert erbaut, Mitte des 19. Jahrhunderts umgebaut, seit 2010 Monument historique
- Kirche Saint-Maurice in Aubiac aus dem 12. Jahrhundert, Monument historique seit 1973
- Coelestinerkonvent
- Mühle von Cussol
- Villa Saint-Michel
- Grabmal von Henri de Toulouse-Lautrec

Siehe auch: Liste der Monuments historiques in Verdelais

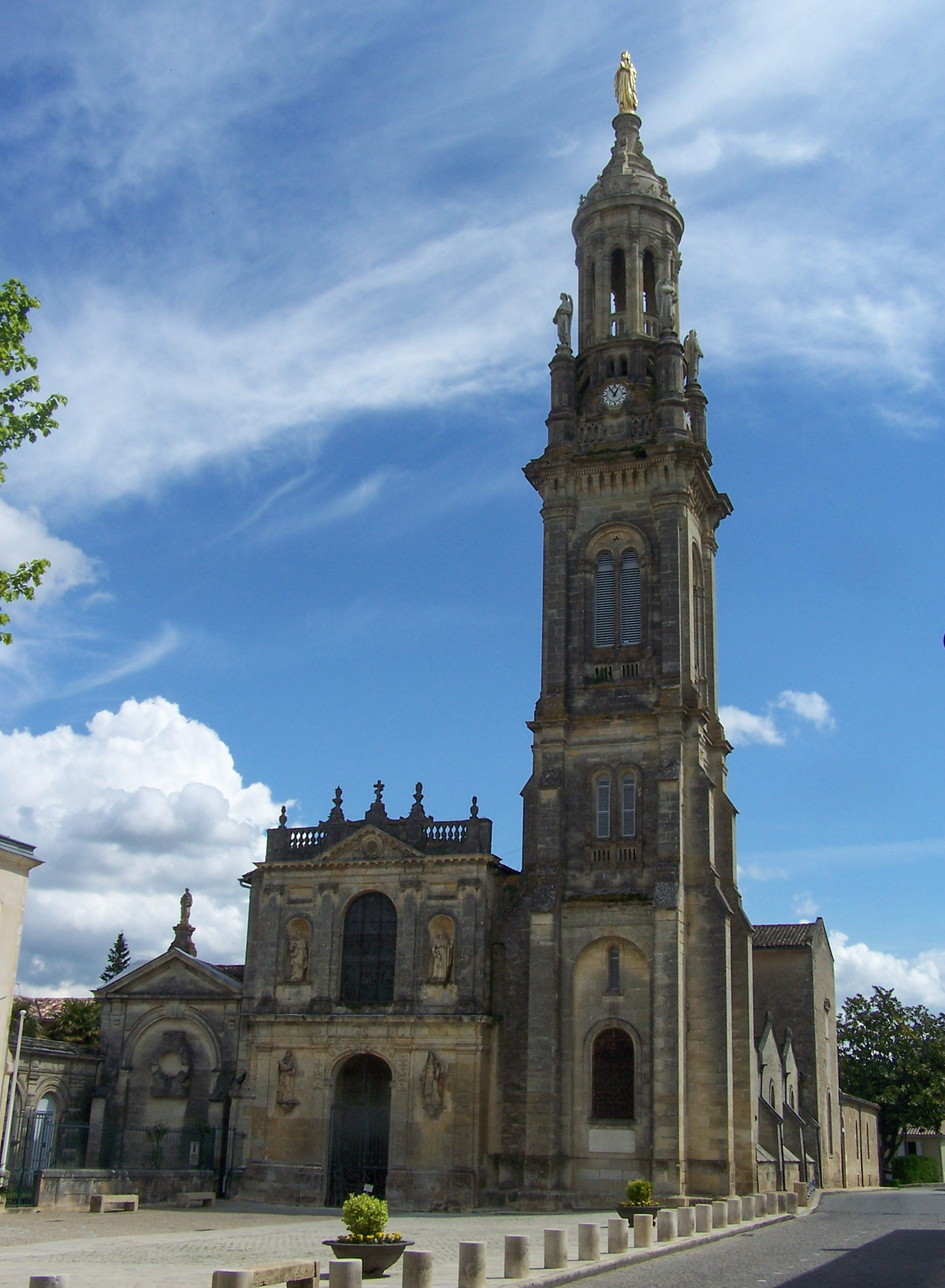
Basilika Notre-Dame
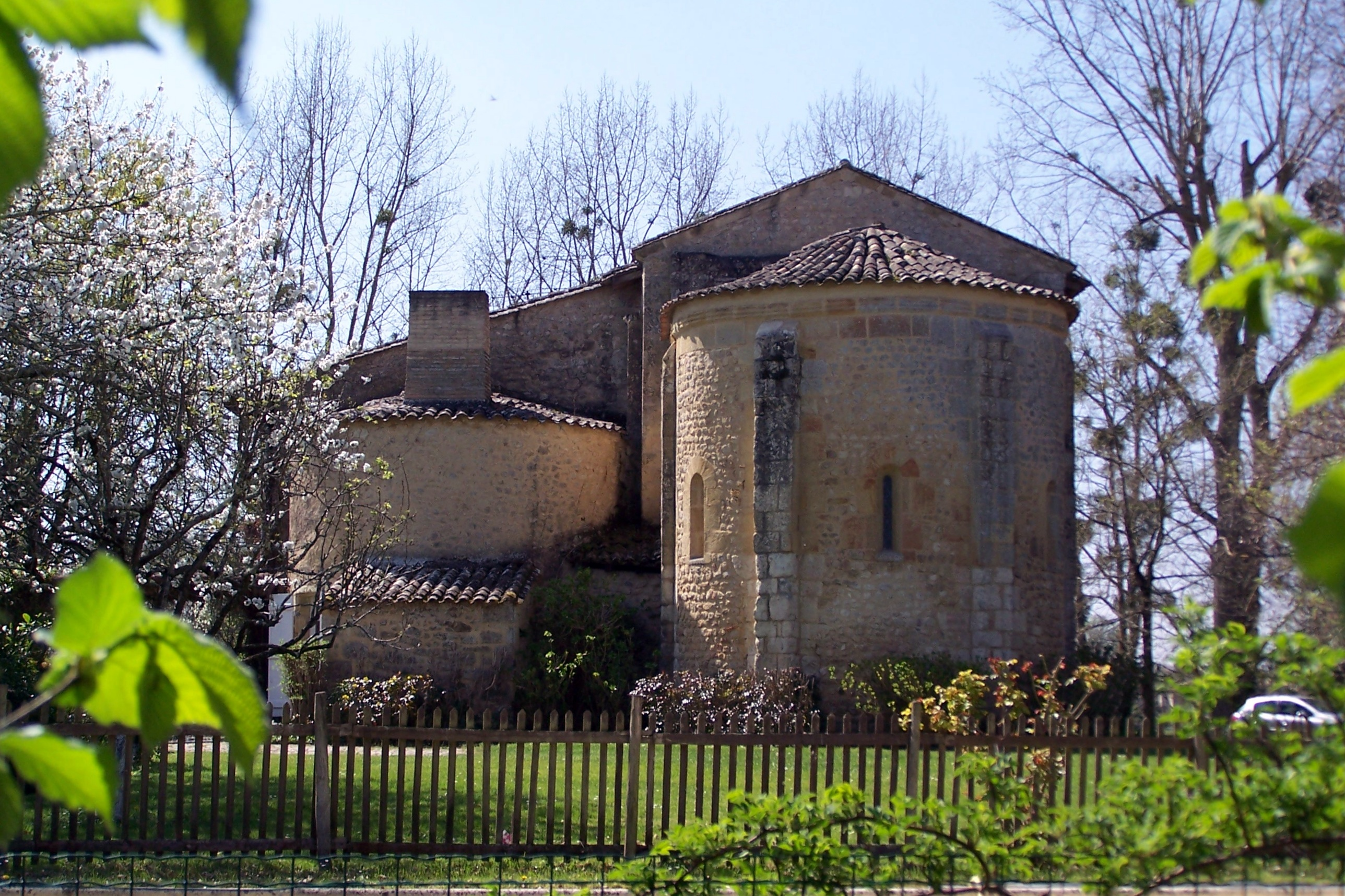
Kirche Saint-Maurice
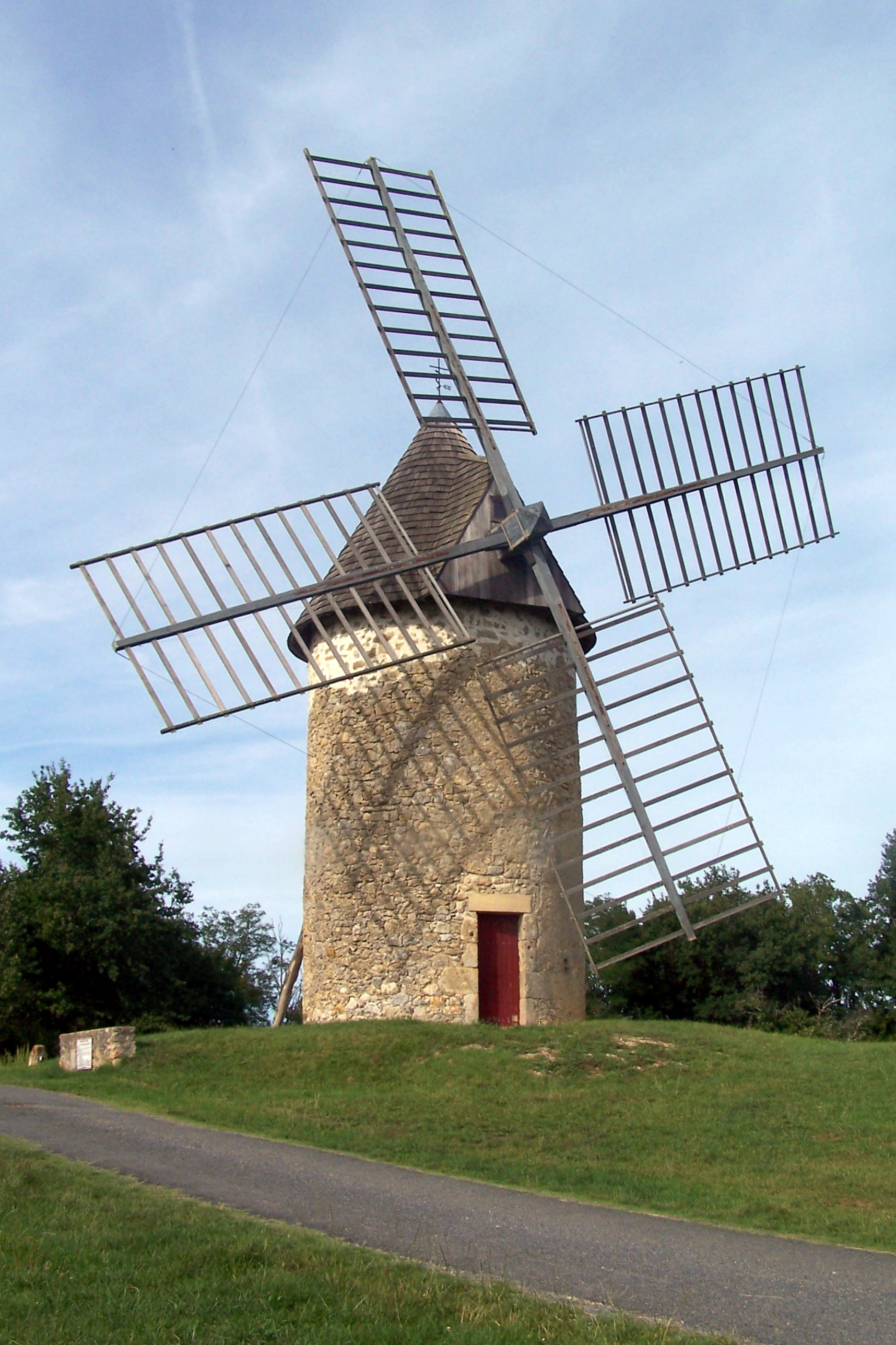
Mühle Cussol
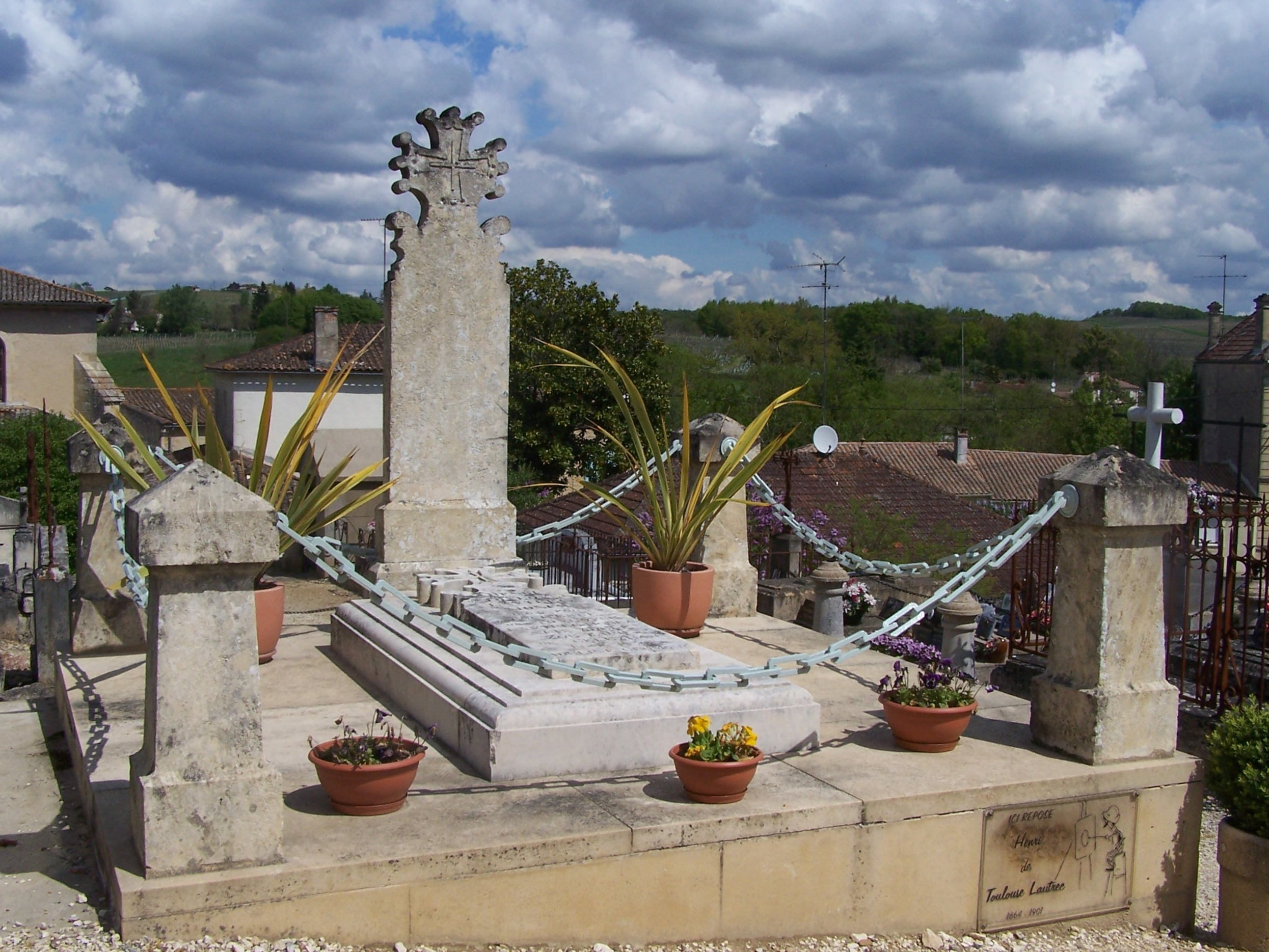
Grabmal von Henri Toulouse-Lautrec

## Persönlichkeiten
- Henri de Toulouse-Lautrec (1864–1901), Maler und Grafiker